# Jean Baruël
Jean Guillaume Euchaire Baruël (20. februar 1809 i København – 6. oktober 1862 sammesteds) var en dansk maler.
Han var af fransk reformert æt, søn af dekorationsmaler Jean Mathieu Baruël og Anna Dorothea Elisabeth f. Herbst. Han var oprindelig bestemt til studeringerne, men foretrak kunsten, besøgte Kunstakademiet fra 1825 og blev elev. Derpå kastede han sig over portrætfaget og udstillede i årene 1829 til 1839 på Charlottenborg Forårsudstilling en del portrætter, blandt hvilke hans faders særlig skal have tiltrukket sig C.W. Eckersbergs opmærksomhed som et dygtigt billede. Han malede også den reformerte præst Raffards portræt (1833). Han var elev på akademiet indtil 1832 og var også Eckersbergs privatelev.
Da han 22. november 1836 havde giftet sig i Tikøb med Karen Louise Jessen (20. november 1811 på Tærø – 19. maj 1881 i København), datter af mølleejer og brændevinsbrænder i Præstø Hans Jørgen Jessen og Johanne Platau, bestemte han sig snart efter af praktiske grunde til at opgive kunsten og overtage sin faders temmelig betydelige malerværksted. Værkstedet havde store opgaver, bl.a. i Schacks Palæ på Amalienborg.
Ved at stå i spidsen for denne forretning, som officer i Brandkorpset og som frimurer af en høj grad levede han i berøring med en stor kreds, som mindes ham for hans elskværdige og hjælpsomme karakter. Han døde den 6. oktober 1862.
Han er begravet på Holmens Kirkegård.

## Værker
- Portræt af kunstnerens fader
- Præsten J.A. Raffard (udstillet 1833)
- Herreportræt (1860, tidligere i Johan Hansens samling)
- En flæskesjover (1862, tidligere i Johan Hansens samling)